# Weiperath
Weiperath ist ein Dorf und Ortsbezirk der verbandsfreien Gemeinde Morbach im Landkreis Bernkastel-Wittlich in Rheinland-Pfalz. Der Ort liegt im Hunsrück.

## Geschichte
Die Geschichte von Weiperath ist bis zu den Römern zurückzuführen. Aber erst vor rund 900 Jahren wurde das Dorf namentlich in einigen Urkunden als mittelalterliche Siedlungen festgehalten. Aufgrund der Endung "-rath" entstand Weiperath vermutlich in der fränkischen Rodungs- und Siedlungsphase. Der Ortsname entwickelte sich all die Jahre von Wipenrot über Wippenrait, Weiberrath und Weypperath zu dem heutigen Weiperath.
Das Dorf gehörte lange Zeit den Vögten von Hunolstein und später zum Amt Hunolstein. 1651 bestand Weiperath aus zwölf Häusern, auch 1624 wurden auf einer Steuerliste die zwölf Häuser vermerkt. Somit lebten damals circa sechzig Leute in dem kleinen Dorf. Doch schon 1781 betrug die Einwohnerzahl 131, das heißt innerhalb von eineinhalben Jahrhunderten verdoppelte sie sich. Dies geschah dann auch ein weiteres Mal bis Mitte des 19. Jahrhunderts, denn 1843 waren es 262, 1856 sogar schon 301 Einwohner. Seitdem schwankt die Einwohnerzahl zwischen 300 und 350.
Am 31. Dezember 1974 wurde die bis dahin eigenständige Gemeinde Weiperath als Ortsbezirk in die verbandsfreie Gemeinde Morbach eingegliedert.

## Politik
Weiperath ist gemäß Hauptsatzung einer von 19 Ortsbezirken der Gemeinde Morbach. Er wird politisch von einem Ortsbeirat und einem Ortsvorsteher vertreten.
Der Ortsbeirat von Weiperath besteht aus sieben Mitgliedern, die bei der Kommunalwahl am 9. Juni 2024 in einer Mehrheitswahl gewählt wurden, und dem ehrenamtlichen Ortsvorsteher als Vorsitzendem.
Willi Feilen wurde 2004 Ortsvorsteher von Weiperath. Bei der Direktwahl am 26. Mai 2019 wurde er mit einem Stimmenanteil von 80,77 % und am 9. Juni 2024 als einziger Bewerber mit 73,86 % jeweils für weitere fünf Jahre in seinem Amt bestätigt.

## Hunsrücker Holzmuseum

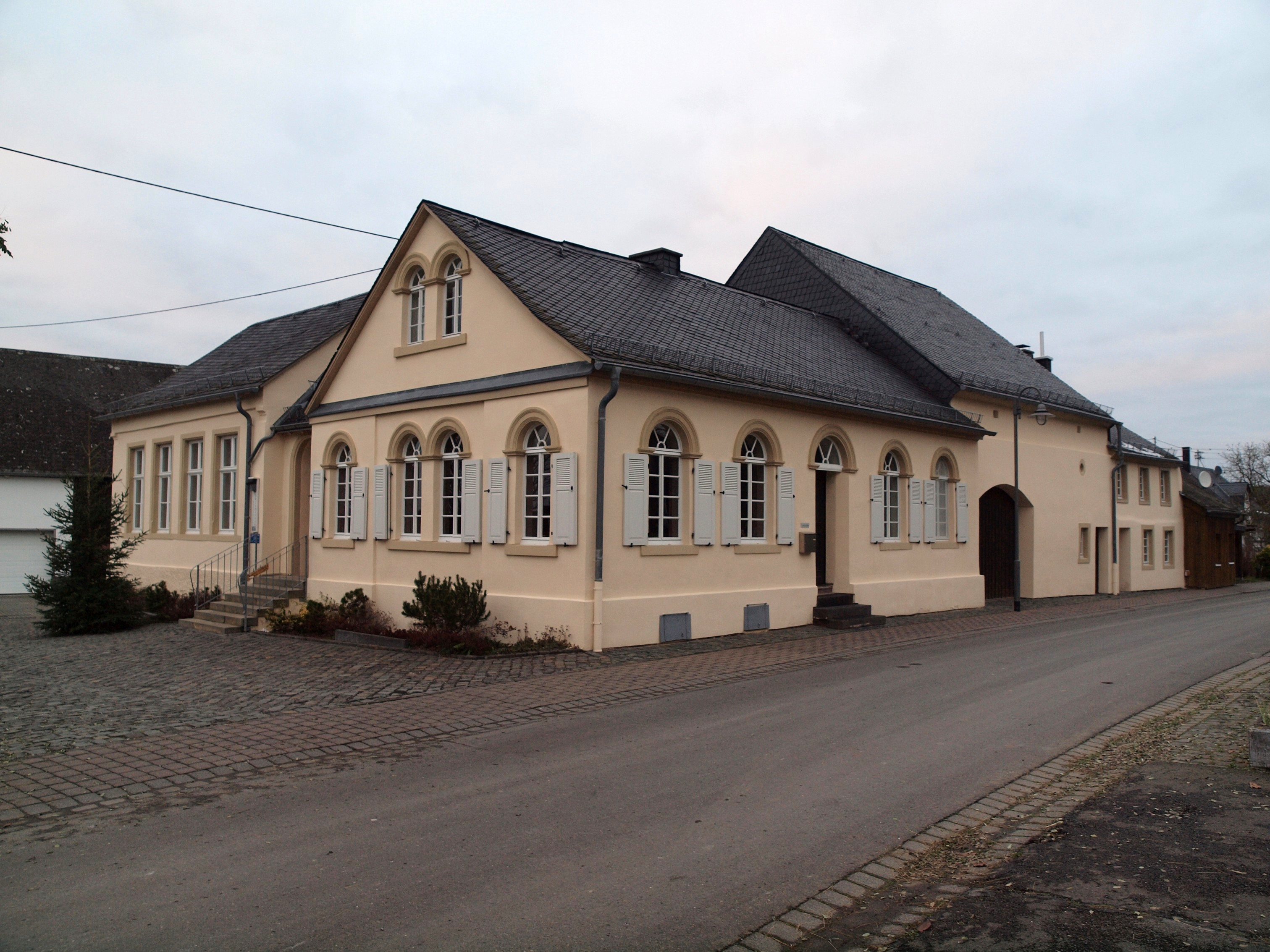
Holzmuseum Weiperath

In dem 2000 eröffneten Holzmuseum ist alles um den Werkstoff Holz zu finden. Das Museum ist in verschiedene Abschnitte gegliedert. Man lernt etwas über die Waldarbeit, die Holzernte, den Holztransport und die vorläufige Bearbeitung im Sägewerk. Zudem informiert die Ausstellung über die Weiterverarbeitung des Holzes im Handwerk, Kunsthandwerk, Kleingewerbe sowie die Verwendung im Haushalts- und Arbeitsbereich.